# Scott Michael Campbell
Scott Michael Campbell (Missoula, Montana, 14 de agosto de 1971) é um ator americano.
Entre os papéis que interpretou (muitos deles foi como convidado em programas de TV), há aparições emER, Nothing Sacred, House MD e mais recentemente uma participação semi-regular em filmes como The Event, Flight of the Phoenix, Brokeback Mountain dentre outros.